# Jakob Jochim Christian Bargsted
Jakob Jochim Christian Bargsted (* 21. November 1797 in Hammerdeich; † 24. November 1885 auf dem Billwärder Ausschlag in Hamburg) war ein Hamburger Buchdrucker und Abgeordneter.

## Leben
Bargsted war Buchdrucker.
Von 1859 bis 1862 gehörte er der Hamburgischen Bürgerschaft an.
Bargsted war auch als Vogt im Vorort Billwärder Ausschlag tätig. 1883 wurde er in den Ruhestand versetzt. Eine Neubesetzung der Stelle war vom Senat nicht vorgesehen, nur die vorübergehende Einstellung eines geringer bezahlten Deichvogts.
1885 starb Bargsted. 1929 wurde die Bargstedgasse in Hamburg-Rothenburgsort nach ihm benannt.